# Zaratán
Zaratán község Spanyolországban, Valladolid tartományban. Zaratán Valladolid, Arroyo de la Encomienda, Ciguñuela és Villanubla községekkel határos. Lakosainak száma 6383 fő (2024).

## Népesség
A település népessége az utóbbi években az alábbiak szerint változott:
| Lakosok száma | 1602 | 2115 | 4268 | 4992 | 5843 | 6029 | 6201 | 6233 | 6285 | 6383 |
|               | 2001 | 2004 | 2007 | 2009 | 2012 | 2014 | 2017 | 2019 | 2022 | 2024 |